# Июльский крест
Июльский крест (фр. Croix de Juillet) — почётный знак отличия, вручавшийся участникам Июльской революции во Франции 1830 года.

## История
Учреждён королевским законом от 13 декабря 1830 года «О национальных вознаграждениях» для награждения отличившихся в ходе июльских событий, приведших к власти короля Луи-Филиппа. Королевским указом от 30 апреля 1831 года новая награда получила название «Июльский крест». Этим же указом было утверждено описание награды.
Список достойных награды утверждался королём. Награждённые присягали в верности королю французов, клялись соблюдать Конституционную хартию и законы королевства. Им приносились воинские почести, аналогичных кавалерам Почётного легиона. Изображения Июльского креста помещены на Июльской колонне на площади Бастилии.
Первые вручения награды, по королевскому указу от 13 мая 1831 года, должны были состояться на торжественных церемониях 15 мая 1831 года. Всего было вручено 1789 крестов.
После свержения в 1848 году монархии Вторая республика сохранила за награждёнными право на ношение Июльского креста.

## Описание
Знак в виде креста из трёх, с раздвоенными концами, лучей белой эмали, с шариками на каждом конце. Наложен на венок из дубовых листьев зелёной эмали. В центре лицевой стороны креста круглый медальон синей эмали с двумя широкими ободками красной и белой эмали. В центре медальона надпись в три строки «27 / 28 29 / JUILLET». На белом ободке внизу надпись «1830», на красном ободке — «DONNÉ PAR LE ROI DES FRANÇAIS». Над крестом закреплена городская четырёхбашенная корона, к которой крепится кольцо для ленты. В центре оборотной стороны креста круглый золотой медальон с тремя ободками — широкими красной и белой эмали и узким синей эмали. В центре медальона профильное вправо изображение галльского петуха. На красном ободке надпись «PATRIE ET LIBERTÉ» и три звездочки.
Лента шёлковая муаровая голубого цвета (фр. bleu d'azur), шириной 37 мм. По краям ленты по одной красной полоске шириной 2 мм, в 2 мм от края.
После революции 1848 года и провозглашения республики многие награждённые заменяли надпись «DONNE PAR LE ROI DES FRANÇAIS» на другие — «RECOMPENSE NATIONALE», «DONNE PAR LA NATION», «CROIX DE JUILLET».